# Walther P99
A Walther P99 (em alemão: [ˈvaltɐ]) é uma pistola semiautomática desenvolvida pela empresa alemã Carl Walther GmbH Sportwaffen de Ulm para aplicação da lei, forças de segurança e mercado de tiro civil em substituição ao Walther P5 e P88. O P99 e suas variantes também são fabricados sob licença da Fabryka Broni Radom.

## História
O trabalho de design dessa arma de nova geração começou em 1994, e a arma foi apresentada em 1997 com a produção em série iniciada no mesmo ano. A arma foi introduzida pela primeira vez no calibre 9×19mm Parabellum.
A pistola é usada pela polícia alemã na Renânia do Norte-Vestfália e na Renânia-Palatinado e foi encomendada por Bremen, Hamburgo e Schleswig-Holstein, a polícia polonesa e as forças especiais e policiais militares do exército finlandês, onde usa a designação PIST 2003 (Pistooli 2003). O Walther P99Q também foi escolhido em 2012 para substituir pistolas e revólveres mais antigos da Polícia, Alfândega e Guarda de Fronteiras da Finlândia. Esta arma também foi escolhida para substituir o Walther P5 da polícia holandesa em 2013. Em 2014, o Walther P99Q também foi escolhido para substituir a Pistola Makarov do Conselho de Polícia e Guarda de Fronteiras da Estônia.